# Sofiaebene

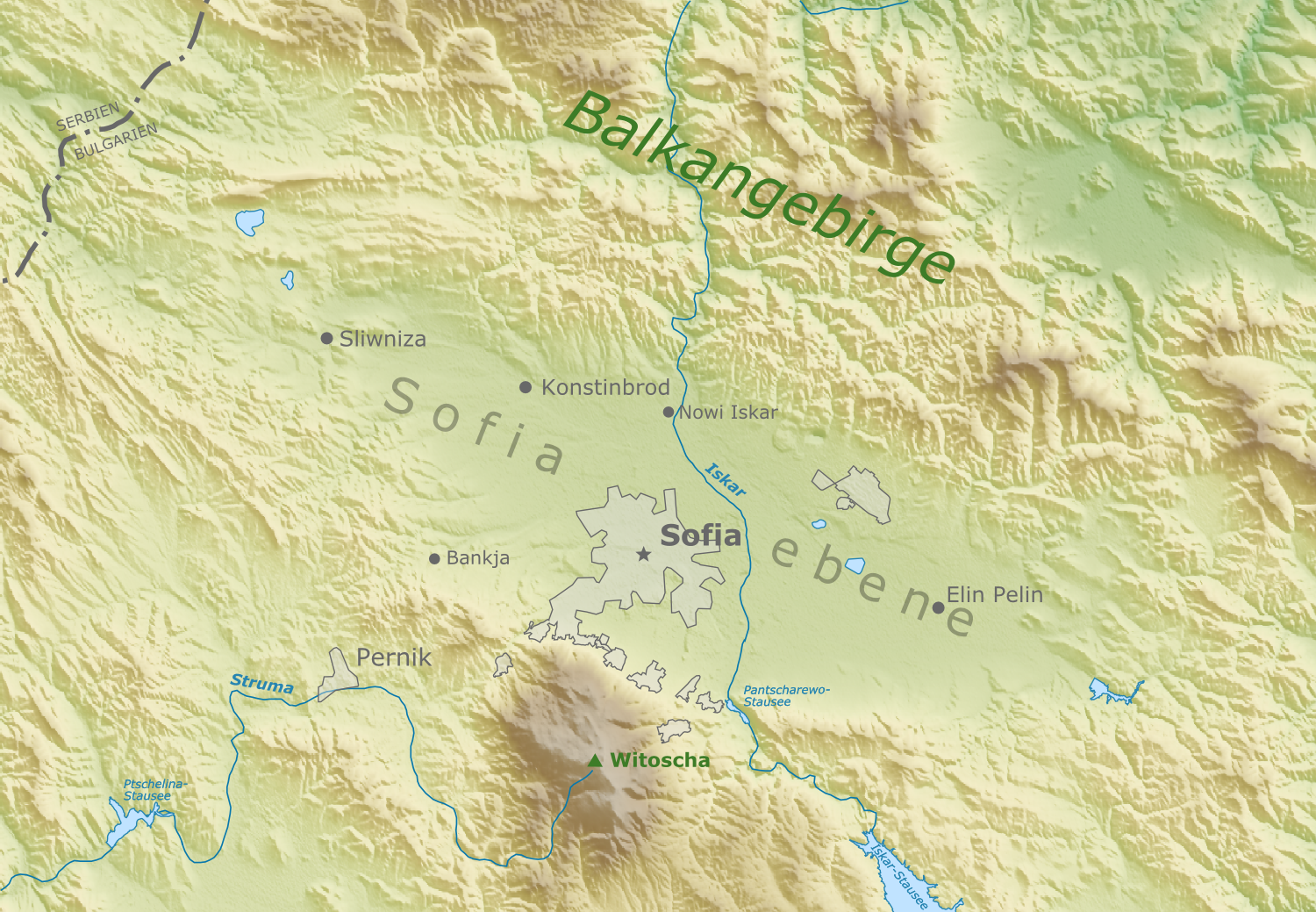
Übersichtskarte der Sofiaebene

Die Sofiaebene (bulgarisch Софийското поле [sɔfiskɔ pɔʎə]) oder der Sofioter Talkessel (bulg. Софийска котловина [sɔfiska kɔtɫovɪna]) ist eine weite Hochebene, die auf einer Höhe von rund 500 bis 600 m über dem Meeresspiegel im Westen Bulgariens nahe der Grenze zu Serbien liegt. Die Ebene wird im Norden und Nordosten durch das Balkangebirge, im Südosten durch das Losen- und das Wakarell-Gebirge, im Süden und Südwesten durch die Wiskjar-, Ljulin- und Witoscha-Gebirge und im Nordwesten durch die Sliwniza-Erhebungen begrenzt. Fünf Bergpässe führen in die Ebene: der Iskar-Pass, der Wladaja-Pass, der Dragoman-Pass, der Petrochan-Pass und der Botewgrad-Pass. 
Hier liegt die bulgarische Hauptstadt Sofia, deren Namen die Ebene trägt. Weitere Städte sind Elin Pelin, Sliwniza und Kostinbrod.

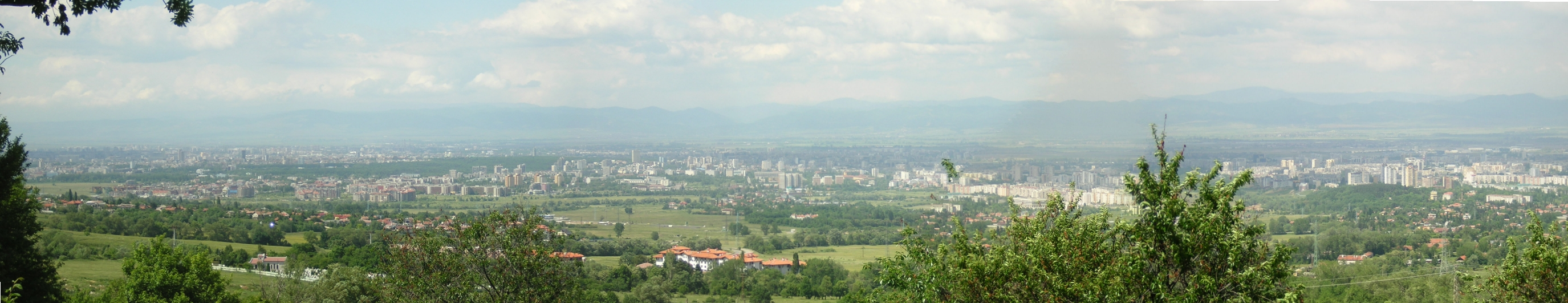
Blick auf Sofia-Stadt und die Sofiaebene vom Witoscha-Gebirge aus. Im Hintergrund ist das Balkangebirge